# グラン・パ・クラシック
『グラン・パ・クラシック』（Grand Pas Classique）は、1949年にパリで初演されたバレエ作品である。ダニエル＝フランソワ＝エスプリ・オベール作曲のオペラ・バレエ『マルコ・スパダ』（Marco Spada）から曲を選んでロシア出身の振付家ヴィクトル・グゾフスキーがグラン・パ・ド・ドゥとして新たに振り付けたもので、バレエコンサートなどで頻繁に上演されている。

## 作品について
『グラン・パ・クラシック』の音楽の元となった『マルコ・スパダ』は原題を『マルコ・スパダ、あるいは盗賊の娘』（Marco Spada ou La Fille du Bandit）といい、1852年にダニエル＝フランソワ＝エスプリ・オベールが作曲した全3幕のオペラ・コミック作品である。初演されたのは1857年で、オペラ・バレエに改作されて『海賊』、『パキータ』などの振付で名を残すジョゼフ・マジリエによりパリ・オペラ座で上演された。物語は表向きは貴族だがその実は盗賊のマルコ・スパダとその娘アンジェラ、アンジェラの恋人フェデリッチ公爵をめぐる波乱の人間模様を描いたものだった。この作品は好評を持って迎えられた。
次に『マルコ・スパダ』を取り上げたのは、ロシア・サンクトペテルブルク出身の振付家ヴィクトル・グゾフスキー（1902年1月12日 - 1974年3月14日）であった。グゾフスキーはベルリン国立歌劇場やマルコワ・ドーリンバレエ団、ハンブルク国立オペラなどのバレエ・マスターを歴任した人物で、1949年の時点ではパリ・オペラ座バレエ団でバレエ・マスターを務めていた。グゾフスキーはパリ・オペラ座バレエ団のエトワール、イヴェット・ショヴィレとヴラジーミル・スクラトフのために『マルコ・スパダ』から4曲を選んでグラン・パ・ド・ドゥ形式による小品を振り付けた。ただし、この小品は『マルコ・スパダ』の筋立てや登場人物とは関連性はなく、特別のストーリーも持っていない。
オベールの晴れやかな音楽に乗ってクラシックバレエの高度な技巧が次々と展開しながら優雅さと格調の高さを見せるこの作品は好評を博し、ショヴィレの当たり役として称賛された。その後、パリ・オペラ座はもとより世界各地のスターダンサーたちがこぞってレパートリーに入れている。グゾフスキーの振付作品はほとんど上演されなくなっているがこの作品については例外で、新古典主義の傑作としてジョージ・バランシンの『チャイコフスキー・パ・ド・ドゥ』などと並んでバレエ・コンサートでの上演機会が多い。この作品は、バレエ・コンクールの課題曲によく選ばれている。初演者のショヴィレは、シルヴィ・ギエムを始めとするパリ・オペラ座の後輩ダンサーたちに『グラン・パ・クラシック』の指導を行っている。
なお、フランスの振付家ピエール・ラコットは1981年にローマ歌劇場で『マルコ・スパダ』をルドルフ・ヌレエフ（マルコ・スパダ）、ギレーヌ・テスマー（アンジェラ）、ミカエル・ドナール（フェデリッチ公爵）のキャストで復元上演した。1982年には、同一のキャストで映像化もされている。

## 構成
グラン・パ・ド・ドゥの形式に則り、アダージョ（男女2人の踊り）、ヴァリアシオン1（男性の踊り）、ヴァリアシオン2（女性の踊り）、コーダ（男女2人の踊り）で構成される。
アダージョ
管弦楽の強奏による前奏を合図に、男女のダンサーが舞台の左右からそれぞれ登場する。女性の衣装はクラシック・チュチュ、男性も女性の衣装に見合ったコスチュームで、数小節ごとにテンポが目まぐるしく変わる音楽に乗ってアダージョを踊る。前半で男性が2回転のトゥール・アン・レールを行う間に女性はポアントの片足立ちでバランスを保つ場面が3回繰り返され、最初の見せ場となる。男性にサポートされながら、女性が自在にポーズを変えて難度の高いバランスを決めてゆき、アダージョが終わる。
ヴァリアシオン1　
男性のヴァリアシオン。躍動的な音楽に乗ってトゥール・アン・レールや大きな跳躍と回転技を披露し、最後は連続のアントルシャからトゥール・アン・レールにつなげて終わる。
ヴァリアシオン2
女性のヴァリアシオン。時を刻む時計のようなリズミカルな音楽に合わせて、ポワント・ワークを駆使して踊る。片脚を高々と上げて回転しながら、もう一方の脚はポアントで立つのを繰り返して前進するシークエンス（ディアゴナルと呼ばれる）が見せ場となる。終盤で女性は回転技を見せて舞台上を移動して、ヴァリアシオンが終わる。
コーダ
男女2人の踊り。コーダの快活な音楽に合わせて男性はブリゼ・ヴォレ、女性は連続のフェッテを披露して競い合うように踊る。締めくくりは管弦楽の強奏を合図に舞台中央で男女がポーズを決めて幕が下りる。